# Royal Revolt 2
Royal Revolt 2 ist ein Free-to-play-Computer-Strategiespiel, das von FlareGames entwickelt wurde.

## Geschichte
Das Spiel wurde im Jahr Mai 2014 veröffentlicht und war anfangs für Android und iOS verfügbar. Seit 29. April 2014 kann es auch im Microsoft Store für den PC heruntergeladen werden. Am 19. Mai 2021 wurde Royal Revolt auf Steam veröffentlicht. Die Microsoft-Store-Version wurde am 25. März 2024 abgeändert. Das Update 10.0.0 enthielt ein neues Königreich (genannt New Kingdom), und die Version aus dem Microsoft Store wurde auf „Königreich 1“ begrenzt.

## Spielaufbau
Royal Revolt 2 ist ein multiplayer-fähiges Tower Defense Game (Kurz TD für Tower Defense). Das Ziel ist, die Verteidigung des Gegners besiegen und das Burg-Tor zerstören. Die Spieler bauen sich eine Verteidigung auf mit Türmen, Fallen und Barrikaden/Blockaden auf, die gelevelt, mit „Runen“ und mit dem „Schmied“ verstärkt werden können.

## Ligasystem
Das Ligasystem zeigt die Aktivität der Spieler an. Sie sammeln durch Angriffe Medaillen, um in den Ligen aufzusteigen. 5 Sterne können gesammelt werden:
| Liga Name | Sterne | Dauer (Tage) |
| --------- | ------ | ------------ |
| Bronze    | 1      | 1            |
| Silber    | 2      | 1            |
| Gold      | 3      | 1            |
| Platin    | 4      | 2            |
| Diamant   | 5      | 3            |

Eine Liga-Tabelle besteht immer aus ca. 13-15 Spielern. In den Ligen Bronze bis Platin steigen jeweils die drei besten Spieler auf und die schlechtesten drei ab. In der Diamond bekommt nur der beste Spieler (Top 1) den 5. Stern und steigt auf, fünf Spieler steigen ab.
Es gibt in jeder Liga einen Rekordhalter.

## Allianzen
Allianzen sind Gruppen von Spielern bis zu 65 Spielern, die zusammen spielen und sich gegenseitig verbessern. Zudem bietet eine Allianz die Möglichkeit Sachen wie z. B. Verteidigungstürme zu boosten, das sie dann nochmal stärker macht. Durch tägliche Goldspenden der Mitglieder kann die Allianz spezielle Boosts für den Angriff sowie zur Verteidigung freischalten. In „Allianzkriegen“ Kämpfen immer fünf Allianzen gegeneinander für den Sieg. Die vier besten Allianzen bekommen abgestuft Truhen, Boosts und mehr; Platz 5 bekommt nichts.

## Rezeption

### Rezensionen
Royal Revolt 2 erhielt hauptsächlich durchschnittliche Wertungen. Auf dem Review-Aggregator Metacritic erhielt das Spiel – basierend auf vier Wertungen – einen Metascore von 67 aus 100 möglichen Punkten.
Damien McFerran von Pocket Gamer meinte, dass man auf den ersten Blick die „außerordentliche Präsentation mit schönen 3D-Grafiken, gut gestalteten Figuren und unglaublich detaillierten Umgebungen“ bemerke. Auch lobte er das Spielprinzip, jedoch bezeichnete er das Free-to-play-Modell des Spiels als ungeheuerlich. Bereits nach einer halben Stunde komme man ohne die Premium-Währung nicht mehr weiter. Er nannte Royal Revolt 2 in dieser Hinsicht ein perfektes Beispiel dafür, wie man ein Free-to-play-Spiel nicht gestalten sollte.
Jan Knoop von GamePro bezeichnete Royal Revolt 2 als „eigentlich ein hervorragendes Spiel“ und lobte das strategische Spielprinzip. Jedoch kritisierte er die hohe Anzahl an In-App-Käufen und die Werbung für die Premium-Währung, die „den Spielspaß beträchtlich [schmälern]“. Nach einer Niederlage bekomme man das Gefühl, dass der Gegner vielleicht bloß mehr Geld ausgegeben habe.

### Spielerzahlen
Laut dem Entwickler FlareGames wurde Royal Revolt 2 in den ersten zehn Tagen über 1,5 Millionen Mal heruntergeladen. Im ersten Monat deckte das Spiel die Entwicklungskosten und erzielte Einnahmen in Höhe von 1,75 Millionen US-Dollar.